# Pè sempe
Pè sempe è un film del 1982 diretto da Gianni Crea. Conosciuto anche come Ballata napulitana.

## Trama
Un noto boss camorrista, Enrico Roncilio spadroneggia per tutta Napoli e si contrappone ad un cantante di successo Mauro Esposito ostacolandolo, poiché lui vuole sposare la figlia di quest'ultimo, Lucia.